# Левандовский, Андрей Анатольевич
Андре́й Анато́льевич Левандо́вский (род. 14 мая 1951, Москва) — российский историк, кандидат исторических наук, доцент исторического факультета МГУ им. М. В. Ломоносова.

## Биография
Сын известного историка-медиевиста А. П. Левандовского. В 1973 году окончил исторический факультет МГУ, защитив дипломную работу на тему «Историческая концепция ранних славянофилов». В 1976 там же окончил аспирантуру. В 1979 году защитил кандидатскую диссертацию «А. А. Корнилов — историк России XIX века».
Преподаёт на кафедре истории России XIX — начала XX веков. Специализируется на истории общественных движений, социальной психологии, культуре России конца XVIII — начала XX веков. Сотрудничает с журналами «Родина», «Знание — сила», в которых опубликованы его статьи по истории России XIX века
Женат, имеет сына и дочь.

## Основные работы
Андрей Анатольевич Левандовский является автором учебников и пособий по истории России XVIII—XX веков.
Монографии
- Из истории кризиса русской буржуазно-либеральной историографии. А. А. Корнилов. М., 1982.
- Т. Н. Грановский в русском общественном движении. М., 1989.
- Время Грановского. М., 1990.
- Александр Грин на пути к счастью. – М.: Кучково поле Музеон, 2022. – 656 c.

Сборники исторических очерков, статей, эссе
- Железный век. М., 2000.
- Побег с вертикали. Псков, 2005.
- Прощание с Россией: Исторические очерки. М., 2012.
- Личный интерес. Исторические очерки, эссе, воспоминания. М,: Новый хронограф, 2021.

Учебные и методические пособия, учебники для средней школы
- Ключ к истории отечества. М., 1993 (в соавт. с Н. С. Борисовым и Ю. А. Щетиновым).
- Пособие по истории отечества. М., 1993 (в соавт.).
- История России XIX — начала XX веков. Учебник для исторических факультетов университетов. М., 2000 (в соавт.).
- История России. XIX век. 8 класс. М., 2003.
- История России. XIX век. Книга для чтения. М., 2003.
- История России XIX — начала XX вв. М., 2003 (в соавт. с Ю. А. Щетиновым).
- История России XVIII—XIX века. 10 класс. М., 2006.
- Основные проблемы русской истории XIX века // Настольная книга учителя истории. М., 2006.

Составитель, авт. предисловия
- Ляшенко Л. М. Александр II. История трех одиночеств / Л. М. Ляшенко; [авт. предисловия: А. А. Левандовский]. — Москва: Академический проект, 2018. — 335 с. + [32] п. вкл. — (Русская история: эпохи).- 500 экз. — ISBN 978-5-8291-2140-2 : (в пер.)
- Вступительная статья к кн. Анны Сидоровой "Образовать в детях ум, сердце и душу". Воспитание великих князей в семьях императоров Николая I и Александра II. М., 2019.
- Послесловие "Растущая общественная сила" к кн. В.Л. Кириллова "Революционный терроризм, которого не было: Тайное общество «Сморгонская академия» в русском революционном движении 1860-х гг." – М.: АИРО-XXI, 2016. – 240 с.
- Вступительная статья "Пафос малых работ" к кн. А.П. Левандовского "Белый слон Карла Великого". М.: Нигма, 2020.